# جیمز گلن بیل
جیمز گلن بیل (به انگلیسی: James Glenn Beall) سناتور سابق عضو حزب دموکرات ایالات متحده آمریکا بود. وی در سال ۱۹۵۳ تا ۱۹۶۵ میلادی سناتور ایالت مریلند در سنای ایالات متحده آمریکا بود.